# Distrito de Acas
El distrito de Acas es uno de los diez distritos de la Provincia de Ocros, ubicada en el Departamento de Áncash, bajo la administración del Gobierno regional de Ancash. en el Perú.
Fue creado por Ley del 2 de enero de 1857. Limita por el norte con los distritos de Santiago de Chilcas y Cochas-Huanchay; por el sur con el distrito de Carhuapampa; por el este con el distrito de San Cristóbal de Raján y; por el oeste con el distrito de Manas en la Provincia de Cajatambo (Lima).

## Etimología
Su origen para algunos pobladores antiguos, Acas proviene del toponimia del vocablo nativo quechua Jacas que significa en castellano cuyes, porque existían en cantidades cuyes dentro de los habitantes de Yanaquinos. Haka = cuye; en la zona norte del Callejón de Huailas, en quechua, al cuye llaman aka.
En aimara Acas tiene otro significado.
La otra es en honor al Cacique Nauin Manga que gobernó las tierras de Acas y del Callejón de Llacclla, su nombre se debe a su hijo llamado Hacas LLucay; por facilidad de los antiguos pobladores hacas lo pasaron escribir Acas.
En algunos documentos antiguos todavía existen la palabra Hacas.

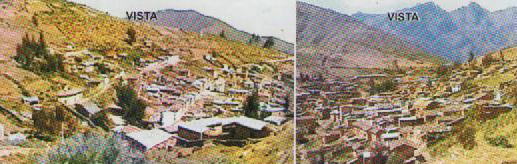
Vista panorámica de Acas.

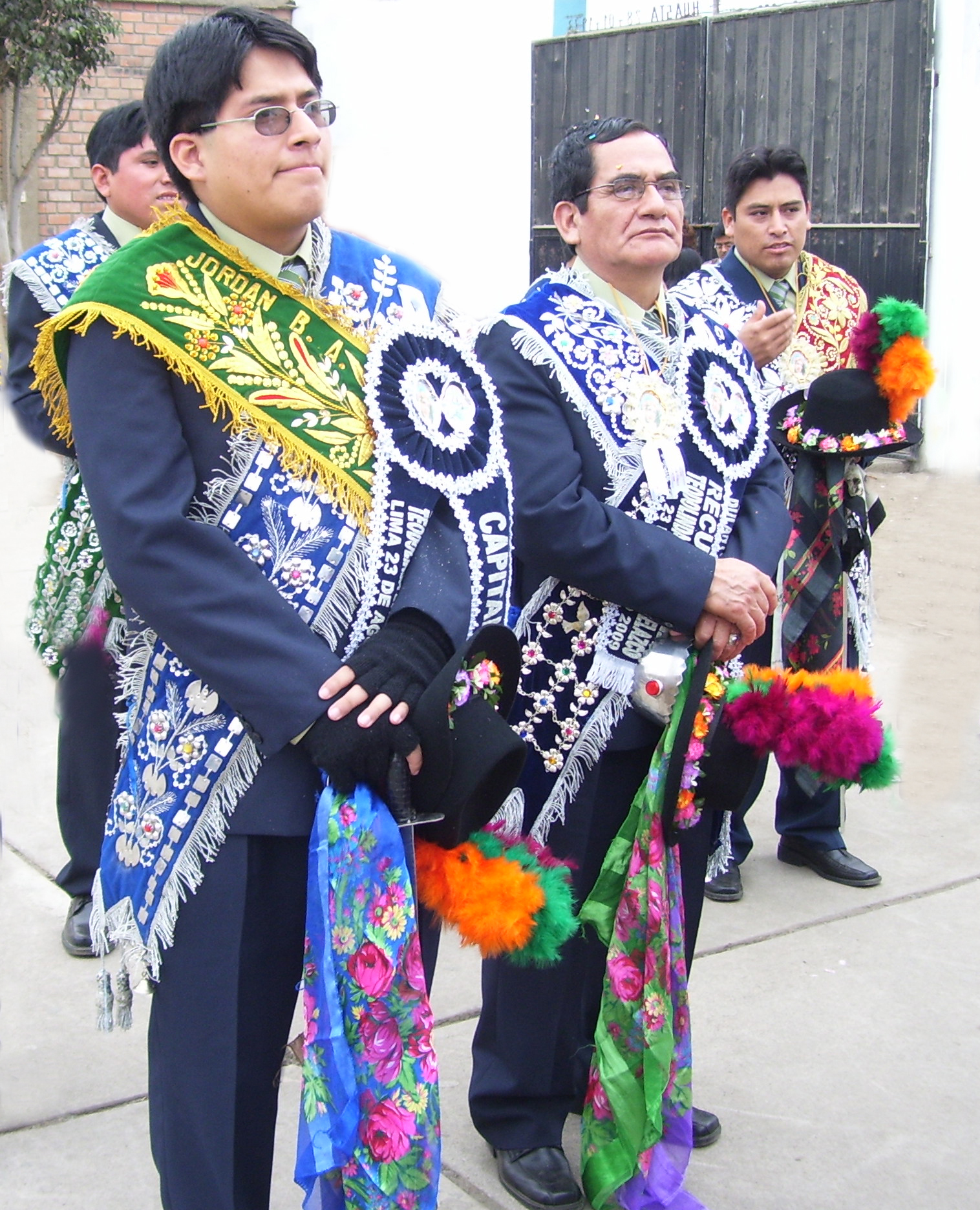
Capitán y acompañantes del Pueblo de Acas.

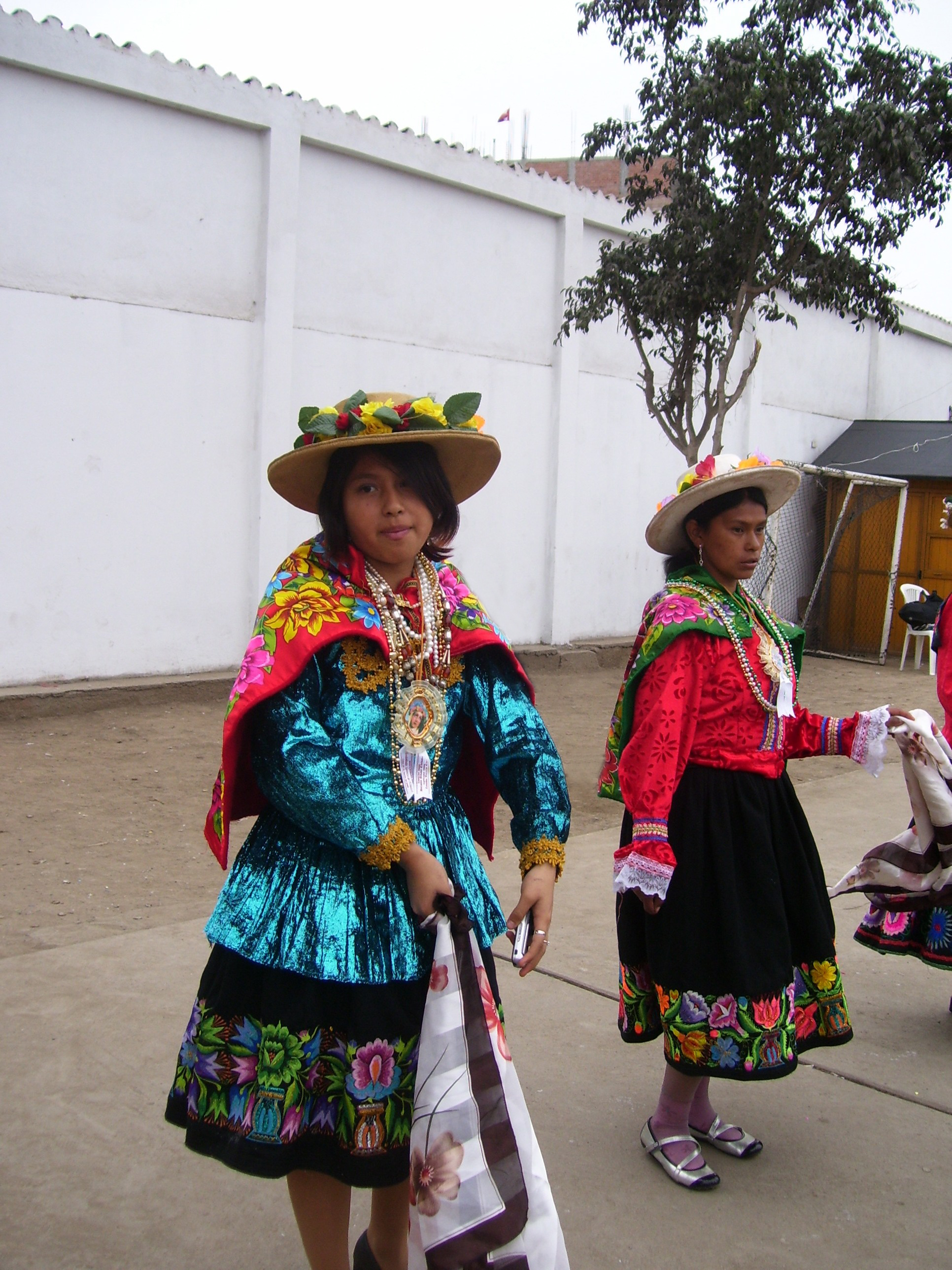
Vestimenta típica de Acas.

## Historia
En la época preínca existieron dos ayllus que tenían rivalidad por el poderío de su zona entre los Yanaquis y los Quilkamarcan.
Los yanaquis habitaban en los lugares más altos, cerca de las Lagunas de Tilliscocha y Concorcocha
Los quilkamarcan residían en la parte baja cerca del río negro hoy conocido como Río Pativilca, tenían gran rivalidad por el poderío de su zona probablemente la quebrada de “Cuchillas” y “Huanchay”, tierras altamente productivas de yuca, frijol, camote y frutales.
Los yanaquinos desarrollaron la agricultura con el sistema de andenería en tierras de secano, fueron grandes agricultores dominantes de tierras de secano y expertos en canales de irrigación a base de piedras y su cultivo predominante fue la quinua, mashua, oca, tarhui, olluco y la papa nativa (quebrada de Collcopampa). Los Yanaquis desarrollaron su mejor habilidad en la extracción de oro y plata en el Cerro de Poskán – Kirca, se encuentra ubicada a 10 km. Al sur de Acas.
El pueblo de Acas, tiene excepcional atractivo turístico y existe un camino antiguo que lo une con los restos arqueológicos de Intijekanan de Acas, Raján Viejo, Pumallátay, Corpas de Llipa, Cashamarca; Jatun Pumac, Huápchac, Ticllos, Tambo, Matara, Carhuapampa, yacimientos arqueológicos  ubicadas en la misma altitud.
Existieron ayllus alrededor del pueblo de Acas en Carhuascanto, Chischicoto, Quilcamarcan, Yanaqui y Intijecanan, que en la actualidad perduran andenes agrícolas,  restos arqueológicos que son fieles testigos de un pasado coherente con la orografía. 
Se dice el sacerdote principal de origen Llacuaz don Hernando Hacas Poma del antiguo aillu de Hacas dice de sus ídolos mallquis y Conapas, los trajeron los primeros de Hacas del horizonte del sol del Titicaca y Yarocaca.
1538, los españoles quisieron visitar la Comarca de Yanaqui, porque se enteraron de que de ese pueblo fue a cajamarca 10 cargas de oro y 15 cargas de plata para el rescate del inca Atahualpa con las llamas que se utilizaba como animales de carga. Yanaqui, pueblo Inca, con calles parques, con más de cinco mil habitantes, se dedicaban a la minería artesanal, de allí se confirma de porque del batan (piedra plana y liza que sirve para moler mineral) que hay en cada casa y se observan construcciones antiguas de casas construidas de piedras talladas, actualmente se encuentran semidestruidas de vivienda y con restos humanos.
1540, llegó a la Comarca de los yanaquinos el Misionero Pedro Meneses con el fin de pacificar y evangelizar a los indios construyendo en el pueblo una iglesia y un parque,y el Padre Meneses fue testigo de la epidemia (viruela, disentería, fiebre terciana y tifus) llamada “María Pichana” que barrio con todo, la huida de los moradores fue hacia una quebrada llamada Yanoc, donde existe un manantial y abundante pastizales para su animales, siendo una zona para vivir.
1555, el padre Pedro Meneses, considerado como el defensor de los indios de Acas, fundó el pueblo con el nombre de San Pedro de Acas y esta fundación se hizo en nombre del Rey Carlos V.
Se realizó el derecho de pago de 100 libras de peso de oro a la Corona de España por las tierras adjudicadas a la Comunidad de Acas: Villcapampa, Quilcacha, Cuchillas, Arhuar, Michcay y Llamachupan.
Los españoles impusieron el nombre de los santos y santas durante el proceso de cristianización: San Pedro de Acas y San Juan de Cuchillas.
Cuenta con las lagunas de Tillishcocha, Condorcocha y Yanacocha.
Conserva su tradición agrícola andina incaica “el ayni y la minka”, es de gran esplendor que debemos reconocer nuestra realidad de nuestra tierra acasina, no olvidarse de sus valores históricos, sociales y culturales.
Es importante mencionar según la historia antigua de 1555 se fundó el pueblo con el nombre de San Pedro de Acas; donde los españoles impusieron el nombre de santo por el proceso de cristianización: San Pedro de Acas y San Juan de Cuchillas y esta fundación se hizo en nombre del Rey Carlos V de España.
En 1857 fue la creación política de Acas el 2 de enero, con anexos los pueblos Santiago de Chilcas, Pimachi, Carhuapampa y Huanrry durante el Gobierno Ramón Castilla, cuando todavía pertenecía a Cajatambo del departamento de Ancash hasta 1903 donde Cajatambo pasa a Lima hasta la fecha.
Acas, en año 1903 pasó a ser parte de la Provincia de Bolognesi, siendo uno de los distritos más antiguos del entonces departamento de Ancash, posteriormente al constituirse la provincia de Ocros creada el 19 de junio de 1990.
1964, (18 de enero), se comenzó la obra de la carretera de Chilcas-Acas.
1964, (10 de junio), se nombra presidente del comité Pro Carretera al Sr. Rodolfo Gremios y así fue ejecutada una obra trascendental para Acas (revista Acas junio 1969).Se tiene apellidos autóctonos: Vilca, Soberanis, Suárez, Valerio, Mata, Salas, Ramírez, Aldave, Pastrana y otros.
1976 Llega la carretera al pueblo de Acas.

## Geografía

### Ubicación
- El distrito de Acas, está ubicado a una altitud aproximadamente 3,699 m.s. n.m y tiene por capital la ciudad de Acas y con una extensión Superficial de 224.50 km² (hab/km²).

- Su Centro poblado: Llamachupan.

### Límites
- Por el Norte con los distritos de Santiago de Chilcas y Cochas-Huanchay.
- Por el Sur con el distrito de Carhuapampa
- Por el Este con el distrito de San Cristóbal de Raján
- Por el Oeste con el distrito de Manas en la Provincia de Cajatambo (Lima).

## Autoridades

### Municipales
- 2011-2014[2]
  - Alcalde: Albert Minaya Aldave, del Partido Fuerza 2011.
  - Regidores: Elmer Lorenzo Manrique (Fuerza 2011), Octaviano Valerio Espíritu (Fuerza 2011), Denis Justino Ramírez Dolores (Fuerza 2011), Macaria Digna Córdova Aldave (Fuerza 2011), Eulogio Soberanis Suérez (Movimiento regional independiente Cuenta Conmigo).
- 2007-2010: 
  - Alcalde: Albert Minaya Aldave.

## Economía
- Cuenta con una Posta Médica, Centro educativo, Centro Comunal y entre otras.
- Mantienen desde sus ancestros, sus normas de control social tradicional comunal y la participación dentro de la comunidad el Ayni y la Minka.

### Agricultura
- En Acas mantener su agricultura tradicional es el cultivo de papa (chata azul, sangre de venado), quinua, oca, olluco, tarwi, mashua cebada variedad San Cristóbal, trigo variedad centenario, haba, arveja verde.
- Con posiblildades de cultivos de maca, kiwicha (var.oscar blanco), kañihua, canola, alcachofa.

- En Llamachupan una fruticultura orgánica 100%, tecnificada sustentable para exportación:50% palta (Hass), 25% de Manzana, 20% de plátano de isla y 5% (cardamo, Uva Italia y kiwi Actinidia deliciosa rico en calcio).
- Estos suelos son óptimos, de textura franco arenoso, de pH de 6.8 donde los microorganismo, las bacterias y abonos como guano de isla son asimilables al suelo y clima favorable para el desarrollo vegetativo de las plantas mencionadas.

### Ganadería
- Existe ganados vacunos criollos y es costumbre desde sus antepasados cada año realizan la lechería comunal, con música y baile.

- En Acas una crianza tecnificada de cuyes mejorados para mercados en cadenas productivas sostenible sería viable como mínimo con 50 personas, cada persona con 200 cuyes madres de Líneas mejoradas de cuy Perú, cuy andino y cuy inti.

### Turismo y lugares atractivos turísticos
- La Iglesia Colonial de Acas.
- El Campanario de la Iglesia de Acas.
- Antacocha: a 08 km ubicada de Acas.
- Huanca-huanca: a 02 km. se encuentra CANTAPATAJ.
- Pecpun: a 04 km ubicada de Acas.
- Ruinas de yquillcamarca:a 05 km.ubicada de Acas.
- El sol, luna y estrellas: a 10 km.de Acas (Se encuentran dibujos astrales del cielo en el lugar llamado TANCAS).
- La culebra encantada:a 3 km de Acas en el lugar conocido KARMA.(una roca con dos culebras bebiendo agua en un solo hoyo).
- Yanaqui, Carhuascanto, Quilkamarcan, Intijekanan y Chiscchicoto.

## Cultura

### Arte, música y danza
- Su artesanía (Textelería): Consiste en la elaboración de frazadas, alforjas, ponchos, fajas, bayetas, llicllas, colchas, utilizando materiales del lugar como lana, hilo, generalmente los pobladores se dedican a confeccionar tejidos de lana de ovejas donde el material empleado es lana de ovino hilada y teñido con tintes naturales de la zona.

- La música: Más difundida es el huayno, acasino interpretada con el arpa por Federico Minaya, mandolina por Dagoberto y su representante es la cantante Esther Suárez. En la actualidad existen la banda orquesta "Unión Juventud de Acas" que amenizan fiestas costumbristas patronales dentro de la provincia y en su local institucional sede en Lima.

- Sus danzas típicas que hasta la fecha perdura son:
  - Pallas
  - Estandartera
  - Kiyayas
  - Huancos
  - Diablitos
  - Pastorcillos
  - El Inca y el capitán.

### Fiestas
| Fecha               | Nombre                           | Carácter | Concurrencia                                              |
| ------------------- | -------------------------------- | -------- | --------------------------------------------------------- |
| 1 de enero          | Año Nuevo                        | Nacional | Población general y visitantes                            |
| Marzo-abril         | Semana Santa, Domingo de Ramos   | Nacional | Población general y visitantes                            |
| 2º domingo de mayo  | Día de la Madre                  | Nacional | población general, Centros Educativos y autoridades       |
| 3º domingo de junio | Día del Padre                    | Nacional | Población general, visitantes y población general         |
| 28 de julio         | Día de la Independencia del Perú | Nacional | Población general, centros Educativos y autoridades       |
| 22 de agosto        | Aniversario de Acas              | Regional | Población general y residentes de Lima, Barranca y Huaraz |
| 30 de agosto        | Santa Rosa Acas                  | Regional | Población general y visitantes de los distritos           |
| 25 de diciembre     | Navidad                          | Nacional | Población general y visitantes.                           |

* Fuente:Texto(E.E.M).

### Fiestas y ceremonia familiar
- Bautizo
- Techado de casa
- Leñado de leña para mayordomos
- Faenas comunales
- Rodeo de manadas
- Muerte.

## Sector flora y fauna
| Flora                                                                  | Fauna                                            | Zona        |
| ---------------------------------------------------------------------- | ------------------------------------------------ | ----------- |
| queñuales, hichus, Baccharis latifolia (chilca), retama                | cóndor, vicuña, zorro, viscacha, picaflor, bubo  | Acas        |
| Sauco, aliso, eucalipto, ortiga, huamanrripa                           | zorzal, taruca, gorrión, gallinazo               | Acas        |
| Marco, kikuyo, Baccharis latifolia (chilca), molle,                    | Perdiz Rhynchotus rufescens, paloma, gato montés | Acas        |
| Ciprés, Baccharis latifolia (chilca), magey, suce, capuli              | tórtola o torcaza, loro, gallinazo, cuculi       | LLamachupán |
| Baccharis latifolia (chilca), mito, yerba santa, clavel, cacto, ortiga | culebra, erizo-añas, comadreja, búho             | LLamachupán |

* Fuente:(E.Espinoza M).

## Vías de comunicación

### Carretera
- Lima-Barranca-Pativilca-Huanchay-Santiago de Chilcas-Acas
- Huaraz-Recuay-Conococha-Punta de Chonta-Oncoy-Ocros-Ayar-Santiago de Chilcas-Acas
- Lima-Barranca- Pativilca- Huaylias grande-LLamachupán.

## Gastronomía / platos típicos
- Son platos de peruanidad acasina, que se brinda en los diversos platos en las de fiestas patronales, fiestas familiares y en las tareas comunales.

| Carnes                                    | Plátos                                 | Postres                             | Bebidas        |
| ----------------------------------------- | -------------------------------------- | ----------------------------------- | -------------- |
| Picante de cuy(Cavia porcellus)           | Pari caldo, papa con queso             | Torta helada, mazamorra de calabaza | Chicha de maní |
| Chicharrón                                | Papa rellena, humita, tamal            | Alfafor, arroz con leche            | Pisco sour     |
| Charqui, anticucho                        | Patasca, carapulca                     | Picarones, champús, tocush, huatia  | chicha morada  |
| Caldo de cabeza de usha, caldo de gallina | Ají de gallina, locro                  | Mazamorra morada, frijol colado     | Chicha de jora |
| Pachamanca                                | Locro, caski, chupe, Cebiche de trucha | Empanada, bizcochuelo               | Chinguirito.   |

* Fuente:(E.Espinoza M).